# De☆View
『De☆View』（デビュー）は、かつてオリコン・エンタテインメントより発行されていたオーディション情報誌。毎月1日発売。

## 概要
1983年に勁文社より創刊。2002年に勁文社が倒産したことにより、オリコン・エンタテインメントが刊行を引き継いだ。
女優、モデル、歌手、アイドル、タレントなどで芸能界デビューしたい人（主に女性）向けに、雑誌モデルのオーディション、事務所や出版社主催のコンテスト、イメージガールの募集などに関する情報が載せられていた。
また、そのオーディションで芸能界デビューしたタレントや現在女優やモデルとして第一線で活躍しているタレントのインタビューなども扱っていた。
2015年2月28日発売の同年4月号をもって休刊し、ウェブ版・モバイル版に完全移行。